# Gorica pri Šmartnem
Gorica pri Šmartnem – wieś w Słowenii, w gminie miejskiej Celje. W 2018 roku liczyła 524 mieszkańców. 